# DIRC2
DIRC2‏ (Disrupted in renal carcinoma 2) هوَ بروتين يُشَفر بواسطة جين DIRC2 في الإنسان.